# Usain Bolt
Usain [ˈjuːseɪn] St. Leo Bolt (* 21. August 1986 in Sherwood Content) ist ein ehemaliger jamaikanischer Sprinter. Er ist achtfacher Olympiasieger, elffacher Weltmeister und Weltrekordhalter in der 4-mal-100-Meter-Staffel, im 100- und im 200-Meter-Lauf. Mit einer Weltrekordzeit von 9,58 s, aufgestellt am 16. August 2009 im Finale bei den Weltmeisterschaften in Berlin, ist er der bislang einzige Mensch, der die 100 Meter in weniger als 9,6 Sekunden lief. Bei diesen Weltmeisterschaften stellte er außerdem mit 19,19 s auch den Weltrekord über die 200-Meter-Distanz auf.
Usain Bolt ist der bisher einzige Sprinter, der bei Olympischen Spielen das Double aus Siegen im 100- und 200-Meter-Sprint erfolgreich verteidigt hat; dies gelang ihm zweimal. So gewann er 2008, 2012 und 2016 olympisches Gold sowohl im 100- als auch im 200-Meter-Sprint. Er ist gemessen an der Anzahl an Goldmedaillen der erfolgreichste Teilnehmer (der Männer) bei Freiluftweltmeisterschaften und gehört zu den erfolgreichsten Sommerolympioniken. Ferner gilt er als der „bestbezahlte Sportler in der Geschichte der Leichtathletik“ und wurde mehrmals zum Leichtathleten und Weltsportler des Jahres gekürt. Von vielen Experten wird Bolt als einer der größten Leichtathleten der Geschichte angesehen und oft auch als bester Sprinter aller Zeiten bezeichnet.

## Sprintkarriere
Erste internationale Aufmerksamkeit erlangte Bolt 2002, als er im Alter von 15 Jahren in Kingston Juniorenweltmeister über 200 Meter wurde. Nachdem er 2003 Jugendweltmeister geworden war, stellte er eine Woche später über diese Strecke einen Junioren-Weltrekord auf, den er 2004 auf unter 20 Sekunden (19,93 s) verbessern konnte. Vergleichsweise enttäuschend verliefen für ihn die Olympischen Spiele 2004 in Athen, bei denen er, von einer im vorherigen Saisonverlauf zugezogenen Wadenverletzung behindert, im Vorlauf ausschied.
2005 erreichte Bolt bei den Weltmeisterschaften in Helsinki erstmals den Endlauf einer großen Meisterschaft, in dessen Verlauf er sich aber verletzte und als Letzter ins Ziel humpelte. Seine 200-Meter-Bestzeit steigerte er 2006, als er beim Athletissima-Meeting in Lausanne mit 19,88 s nur zwei Hundertstelsekunden über dem Landesrekord von Donald Quarrie blieb.
Im Jahr 2007 stellte Bolt mit 19,75 s einen neuen jamaikanischen Landesrekord auf. Diese Zeit machte ihn außerdem zum weltweit drittschnellsten Läufer des Jahres nach Tyson Gay und Walter Dix. Mit 10,03 s bzw. 45,28 s zeigte Bolt 2007 auch über 100 und 400 Meter aufsteigendes Niveau.
Im Finale der Weltmeisterschaften 2007 in Osaka über 200 Meter gelang ihm sein bis dahin größter Erfolg: Hinter dem überragenden Sprinter dieser Weltmeisterschaften, Tyson Gay, sicherte sich Bolt die Silbermedaille in einer Zeit von 19,91 s. Zwei Tage später gewann Bolt mit der 4-mal-100-Meter-Staffel, die dabei einen Landesrekord aufstellte, wiederum die Silbermedaille.
Usain Bolt leidet seit seiner Kindheit an Skoliose und ist seit 2004 in regelmäßiger Behandlung bei Hans-Wilhelm Müller-Wohlfahrt.

### 2008

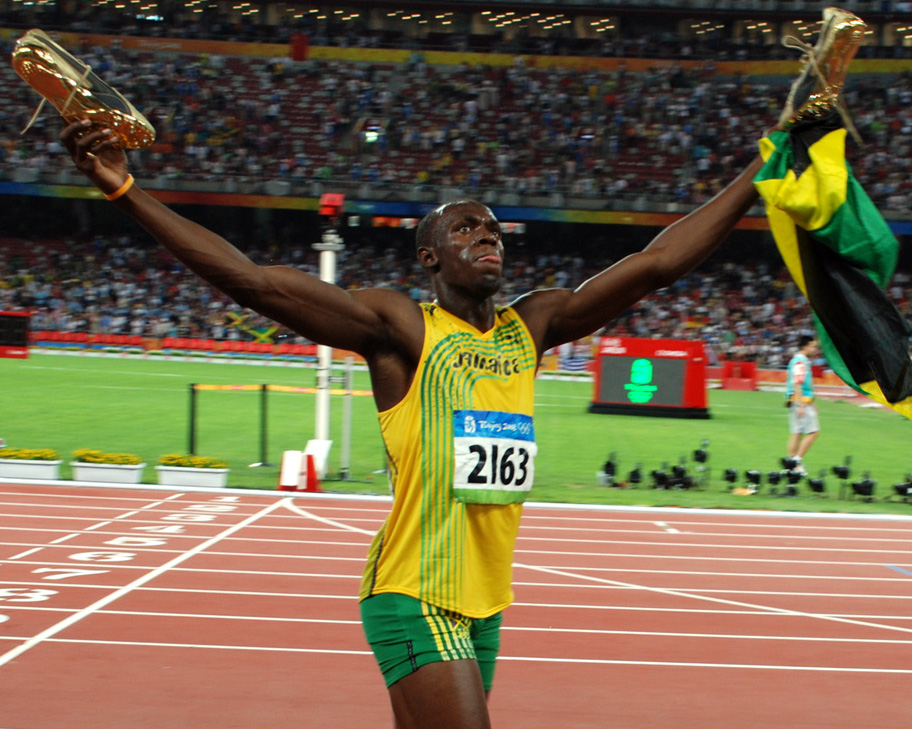
Usain Bolt feiert seinen Olympiasieg im 100-Meter-Lauf (2008)

Am 3. Mai 2008 erzielte Bolt über die 100-Meter-Distanz eine Zeit von 9,76 s, die nicht nur Weltjahresbestleistung bedeutete, sondern die zweitschnellste jemals gelaufene Zeit über diese Strecke unter regulären Windbedingungen war. Er steigerte seine eigene Bestleistung damit um 27 Hundertstelsekunden.
Beim Reebok Grand Prix in New York City am 31. Mai 2008 kam es über 100 Meter zu einem Aufeinandertreffen von Bolt und dem Weltmeister Tyson Gay. Bolt stellte in dem Rennen mit 9,72 s einen neuen Weltrekord auf.
Am 16. August 2008 verbesserte Usain Bolt bei den Olympischen Spielen in Peking mit 9,69 s seinen eigenen Weltrekord im Finale des 100-Meter-Laufs. Dabei erreichte er eine Höchstgeschwindigkeit von 43,9 km/h. Damit gewann er als erster Jamaikaner Olympiagold über diese Strecke. Rund zwanzig Meter vor der Ziellinie drosselte Bolt das Tempo und breitete jubelnd die Arme aus, womit er eine noch bessere Zeit vergab (der Astrophysiker Hans Eriksen und Kollegen ermittelten später mögliche 9,55 s), zumal sich sein Schnürsenkel geöffnet hatte und somit über weite Teile der Strecke sein Schuh auch noch offen war. Da die Zeit von 9,69 s bei Windstille erzielt wurde, ist die Leistung nahezu gleichwertig mit den bei 0,9 m/s Rückenwind gelaufenen 9,58 s in Berlin ein Jahr später. Über 200 Meter blieb er am 20. August 2008 in 19,30 s zwei Hundertstel unter dem zwölf Jahre alten Weltrekord von Michael Johnson. Bemerkenswert an diesem Lauf war, dass Bolt die Zeit bei 0,9 Meter pro Sekunde Gegenwind lief. Er ist der erste Athlet seit Carl Lewis, dem der Sieg sowohl über 100 als auch über 200 Meter gelang. Der Sieg am 22. August 2008 in der 4-mal-100-Meter-Staffel wurde auf Grund des Dopingvergehens von Nesta Carter im Januar 2017 aberkannt.

### 2009
Bolt absolvierte zu Beginn des Jahres zwei 400-Meter-Läufe in 46,35 s beziehungsweise 45,54 s, ehe er bei Wettkämpfen über die beiden kürzeren Sprintdistanzen antrat. Schon bei seinem ersten 100-Meter-Lauf, der noch vor der Hauptsaison am 15. März auf Jamaika stattfand, durchbrach er mit 9,93 s die 10-Sekunden-Marke. Ende April war Bolt in einen Autounfall verwickelt, bei dem er sich jedoch keine schweren Verletzungen zuzog. Er wurde noch am Tag des Unfalls aus dem Krankenhaus entlassen und konnte zwei Wochen später bei den in der Innenstadt Manchesters ausgetragenen Great City Games teilnehmen. Mit 14,35 s stellte er eine neue Weltbestzeit über die selten ausgetragene 150-Meter-Strecke auf.
Seine Teilnahme an den Weltmeisterschaften in Berlin sicherte er sich mit Siegen über 100 und 200 Meter bei den nationalen Meisterschaften. Im Juli lief er in Lausanne mit 19,59 s über die 200-Meter-Distanz die viertschnellste jemals gelaufene Zeit.
Bei den Weltmeisterschaften in Berlin gewann Bolt am 16. August 2009 über 100 Meter die Goldmedaille und verbesserte bei diesem Lauf seinen eigenen Weltrekord auf 9,58 s. Dabei erreichte Bolt zwischen der 60- und 80-Meter-Marke eine Geschwindigkeit von 44,72 km/h. Seine Reaktionszeit lag bei 0,146 s, 27 Tausendstelsekunden langsamer als der Schnellste, Richard Thompson.
| Platz | Läufer       | RZ    | 20 m | 40 m | 60 m | 80 m | 100 m | Max. Geschw. Abschnitt |
| ----- | ------------ | ----- | ---- | ---- | ---- | ---- | ----- | ---------------------- |
| 1     | Usain Bolt   | 0,146 | 2,89 | 4,64 | 6,31 | 7,92 | 9,58  | 70–80 m                |
| 2     | Tyson Gay    | 0,144 | 2,92 | 4,70 | 6,39 | 8,02 | 9,71  | 70–80 m                |
| 3     | Asafa Powell | 0,134 | 2,91 | 4,71 | 6,42 | 8,10 | 9,84  | 60–70 m                |

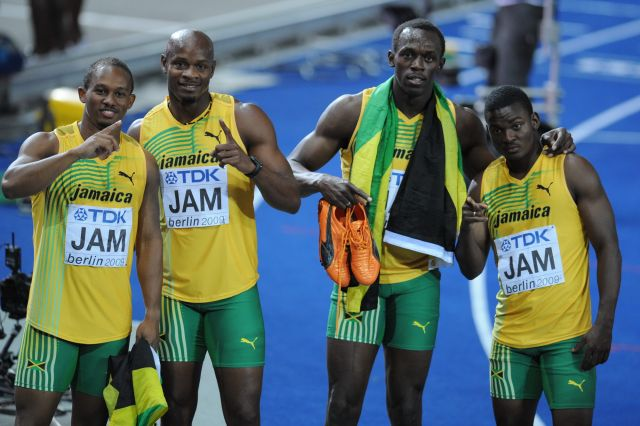
Bolt (Zweiter von rechts) feiert den Sieg im Staffelwettbewerb

Beim 200-Meter-Lauf in Berlin gewann er Gold mit einem neuen Weltrekord von 19,19 s, seine Reaktionszeit von 0,133 s war die schnellste aller Teilnehmer.
Zudem holte er in Berlin auch mit der jamaikanischen 4-mal-100-Meter-Staffel Gold und stellte wie zuletzt in Peking auch in dieser Disziplin einen neuen Weltrekord auf.
Für seine außerordentlichen Leistungen erhielt er vom Berliner Bürgermeister Klaus Wowereit ein über drei Meter hohes Originalstück der Berliner Mauer, auf dem er selbst in Farbe gemalt ist.

### 2010
Bolt startete gut in die Saison, erst mit einem 200-Meter-Lauf in 19,56 s und dann mit einem Sieg bei seinem Diamond-League-Debüt in Shanghai. Am 27. Mai trat er beim Ostrava Golden Spike über die 300-Meter-Strecke an, mit dem Ziel, die Weltbestzeit von Michael Johnson zu brechen. Diese lag bei 30,85 s, Bolt verfehlte sie mit 30,97 s um zwölf Hundertstelsekunden. Es folgten 100-Meter-Siege bei den Diamond League Meetings in Lausanne und Paris, ehe er am 6. August bei der DN Galan in Stockholm nach 14 Siegen in Folge seine zweite Niederlage in einem 100-Meter-Finale verzeichnete. Tyson Gay, der Zweite der Weltmeisterschaften in Berlin, wurde in 9,84 s mit deutlichem Abstand Erster, während Bolt erst nach 9,97 s ins Ziel kam. Usain Bolt erklärte, dass er das Training dieses Jahr wohl „etwas langsamer hatte angehen lassen“, wohingegen Gay aufgrund intensiver Vorbereitungen einfach in der besseren Verfassung sei.

### 2011
Bolt startete mit zwei Siegen über die 100-Meter-Distanz in Rom und Ostrava in die Saison. Weiterhin in Europa antretend, bestritt er nun einige 200-Meter-Läufe: In Oslo stellte er mit 19,86 s die zwischenzeitliche Weltjahresbestleistung auf. Am 8. Juli 2011 gewann er die 200 Meter des Diamond-League-Meetings in Paris. Er erreichte das Ziel in einer Zeit von 20,03 s und siegte damit vor Christophe Lemaitre. Mit derselben Zeit gewann er einige Wochen später in Stockholm.
Am 22. Juli lief er zum ersten Mal seit zwei Monaten wieder die 100 Meter bei dem Diamond-League-Meeting in Monaco. Er gewann es bei einem Rückenwind von 1,0 m/s in 9,88 s, stellte dabei für sich neue Saisonbestleistung auf, verpasste es aber, die Weltjahresbestleistung von Asafa Powell zu brechen.
Bei den Weltmeisterschaften im selben Jahr in Daegu gelangte er als Favorit ins 100-Meter-Finale, wo er jedoch nach einem Fehlstart disqualifiziert wurde. Weltmeister wurde sein Landsmann Yohan Blake. Über die 200 Meter gewann Bolt in einer Zeit von 19,40 s die Goldmedaille. Eine zweite Goldmedaille bei diesen Weltmeisterschaften gewann Bolt einen Tag später zusammen mit Nesta Carter, Michael Frater und Yohan Blake im 4-mal-100-Meter-Staffelwettbewerb. Die jamaikanische Staffel stellte dabei mit einer Zeit von 37,04 s einen neuen Weltrekord auf.
Am 13. September steigerte er in Zagreb seine Saisonbestleistung auf 9,85 s. Bei seinem letzten Start, dem Memorial Van Damme in Brüssel drei Tage später, durchbrach Bolt die Weltjahresbestzeit von Powell und kam nach 9,76 s bei 1,3 m/s Rückenwind vor Nesta Carter ins Ziel.

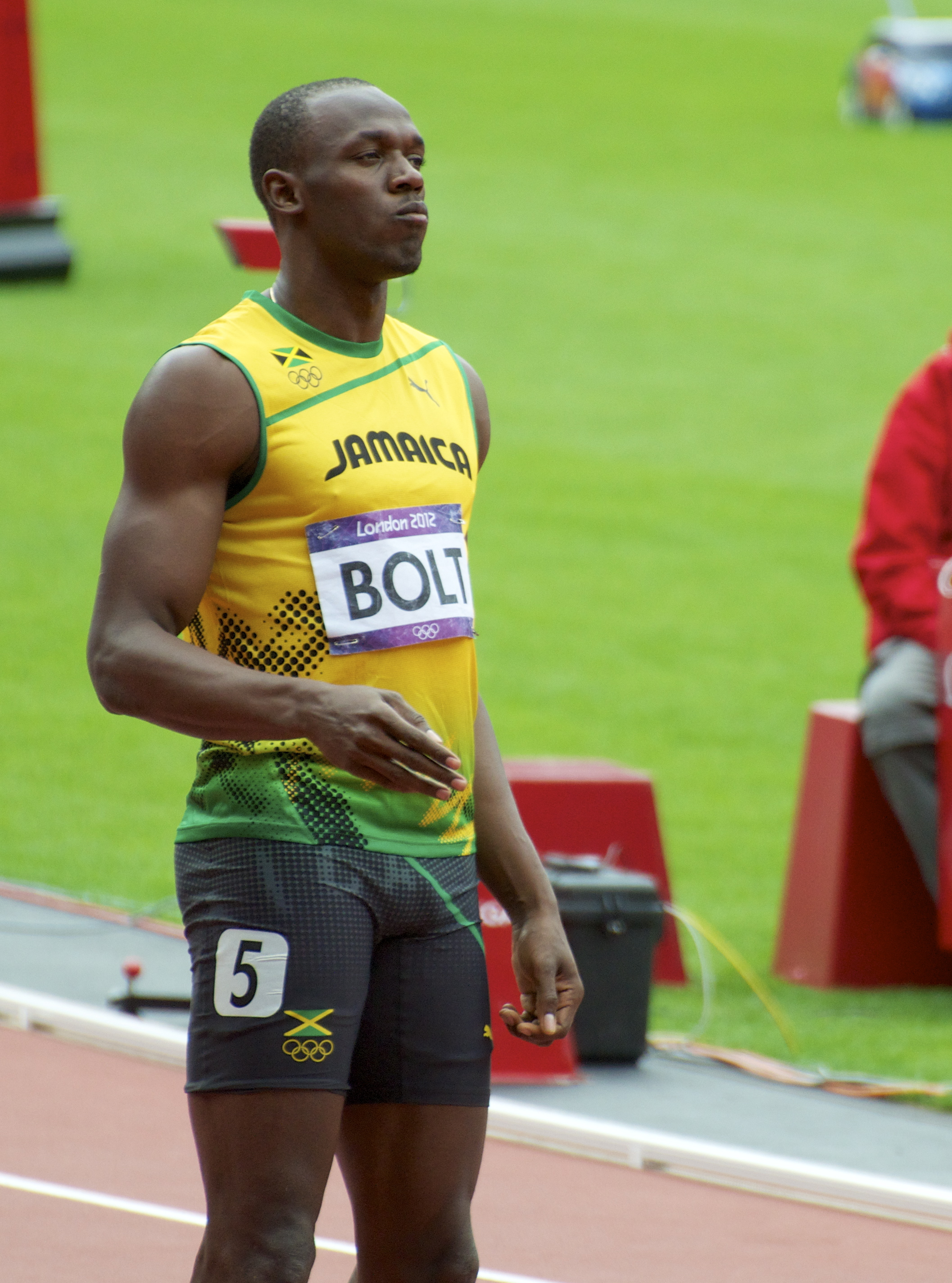
Usain Bolt bei den Olympischen Spielen 2012

Am Ende des Jahres bilanzierte Bolt fünf Läufe unter der 10-Sekunden-Marke und zwei 200-Meter-Rennen, bei denen er in unter 20 Sekunden ins Ziel kam – weit weniger als in seinen erfolgreichsten Jahren 2008, 2009, 2012 und 2013.

### 2012
Im Januar 2012 sagte Bolt für die beiden Diamond League Meetings in Oslo und Rom für die 100-Meter-Distanz zu. Seinen ersten Einzelstart legte er über die 100 Meter in Kingston hin. Dort gewann er vor Michael Frater mit der bis dato schnellsten Zeit des Jahres: 9,82 s. Nach seinem schnellsten Saisonstart aller Zeiten zeigte er sich in Ostrau ratlos: Mit 10,04 s gewann er das Rennen, gab sich aber enttäuscht und nicht in Olympiaform. Am 31. Mai lief er in Rom die 100 Meter in der Weltjahresbestzeit von 9,76 s. Er siegte vor Powell, der 9,91 s bis ins Ziel brauchte. Auch am 7. Juni in Oslo kam er vor Powell auf den ersten Platz, wenn auch mit weniger Vorsprung: Bolt kam nach 9,79 s ins Ziel, sein Landsmann nach 9,85 s.
Am 29. Juni kassierte er bei den Jamaican 'Trials seine erste Niederlage seit zwei Jahren. Nach einem schwachen Start konnte er zwar noch Powell überholen, aber sein Trainingspartner Blake lief mit 9,75 s auf den ersten Platz. Zwei Tage später musste er sich über die 200-Meter-Distanz abermals Blake geschlagen geben. Mit 19,83 s kam er drei Hundertstelsekunden hinter ihm ins Ziel. Nach den Trials klagte Bolt über Rückenprobleme und sagte die Teilnahme am Herculis in Monaco ab, versicherte aber gleichzeitig, dass die Olympiateilnahme nicht gefährdet sei.
Bei den Olympischen Spielen 2012 in London lief er das Finale über 100 Meter in 9,63 s (olympischer Rekord) und gewann damit erneut Gold. Der Jamaikaner setzte sich nach gutem Start 40 Meter vor dem Ziel entscheidend ab und blieb zwölf Hundertstelsekunden vor seinem Kontrahenten Yohan Blake. Im Finale über 200 Meter sicherte er sich mit 19,32 s ebenfalls vor Blake die Goldmedaille. Damit ist Bolt der erste Sprinter, dem die Verteidigung des Doubles aus 100- und 200-Meter-Sprint bei Olympischen Spielen gelang. Die dritte Goldmedaille gewann er in der 4-mal-100-Meter-Staffel zusammen mit Frater, Carter und Blake mit neuer Weltrekordzeit von 36,84 s.
Am 23. August brach er mit 19,58 s beim Athletissima in Lausanne den Meetingrekord, den er selbst vor drei Jahren aufgestellt hatte. Er siegte bei seinem ersten Diamond-League-Start der Saison über 200 Meter vor Churandy Martina und Nickel Ashmeade. Eine Woche darauf stellte er auch bei der Weltklasse Zürich einen neuen Meetingrekord auf: Bei Regen kam er mit 19,66 s vor seinen Landsmännern Ashmeade und Jason Young ins Ziel. Am 7. September gewann er das Saisonfinale über 100 Meter beim Memorial Van Damme in 9,86 s und sicherte sich mit 16 Punkten den Sieg in der Gesamtwertung der Diamond League.

### 2013

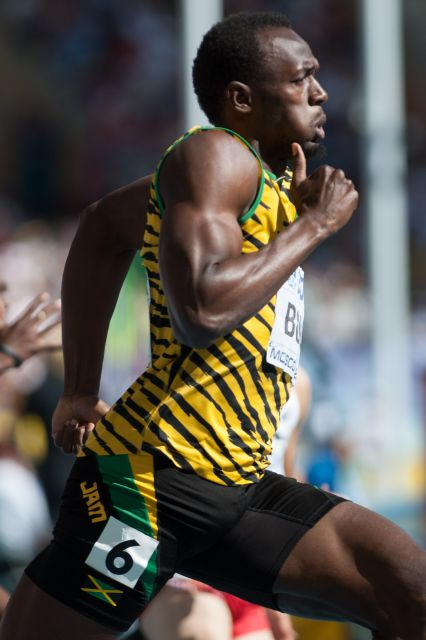
Bolt bei den Weltmeisterschaften 2013

In die neue Saison startete er mit seinem ersten 400-Meter-Lauf seit drei Jahren. Bei den Camperdown Classics in Kingston gewann er seinen Zeitlauf in 46,71 s, was zwar weit über seiner Bestzeit von 2007 lag, insgesamt trotzdem zum dritten Platz reichte. Einen zweiten 400-Meter-Lauf absolvierte er am 23. März ebenfalls in Kingston, diesmal kam er nach 46,44 s ins Ziel.
Am 31. März trat er in Rio de Janeiro auf einem extra für dieses Rennen verlegten Belag über die 150-Meter-Distanz an. Er hatte zuvor erklärt, die Weltbestzeit von 14,35 s, die er 2009 in Manchester aufgestellt hatte, brechen zu wollen. Vor 3000 Zuschauern, die sich am Strand von Copacabana versammelt hatten, verpasste er mit 14,42 s diese Zeit jedoch knapp.
Nachdem er wegen einer Oberschenkelverletzung das Jamaica Invitational hatte absagen müssen, gewann er am 8. Mai ein Rennen auf den Kaiman-Inseln. Die Zeit von 10,09 s und die Tatsache, dass er erst nach einem Foto-Finish vor Kemar Bailey-Cole zum Sieger gekürt wurde, machten es allerdings zu einem für ihn schwachen Saisonstart über 100 Meter. Am 6. Juni musste er in Rom seine erste internationale Niederlage seit 2010 in Stockholm – wo er gegen Tyson Gay verloren hatte – hinnehmen, Justin Gatlin gewann mit 9,94 s eine Hundertstelsekunde vor Bolt. Bei den Bislett Games in Oslo hingegen gewann er über die 200-Meter-Strecke standesgemäß in 19,79 s.
Bei den jamaikanischen Meisterschaften siegte er über 100 Meter in 9,94 s, womit er sich für die Weltmeisterschaften in Moskau qualifizierte. Über 200 Meter musste er nicht antreten: Der jamaikanische Leichtathletikverband hatte sich bei der Vergabe der Wildcard für Titelverteidiger Bolt entschieden – seinem Landsmann Ashmeade hätte sie als Diamond-Race-Gewinner ebenfalls zugestanden. In Paris konterte er mit 19,73 s die vorherige Weltjahresbestleistung von Tyson Gay, der eine Woche später jedoch des Dopings überführt wurde. Auch in London zeigte er sich in guter Form: Erst gewann er in 9,85 s das 100-Meter-Rennen und dann zusammen mit seinen Teamkollegen vom Racers Track Club mit 37,75 s auch die 4-mal-100-Meter-Staffel.
Bei den 14. Leichtathletik-Weltmeisterschaften in Moskau gewann Bolt wie schon bei den Titelkämpfen 2009 in Berlin drei Goldmedaillen. Über 100 Meter siegte er in 9,77 s vor dem US-Amerikaner Gatlin (9,85 s), über 200 Meter in der Weltjahresbestleistung von 19,66 s vor seinem Mannschaftskollegen Warren Weir (19,79 s) sowie mit der 4-mal-100-Meter-Staffel ebenfalls in Weltjahresbestleistung von 37,36 s gemeinsam mit Nesta Carter, Kemar Bailey-Cole und Nickel Ashmeade. Mit insgesamt acht gewonnenen Gold- und zwei Silbermedaillen ist er damit der erfolgreichste Teilnehmer bei Freiluftweltmeisterschaften.
Bei der Weltklasse Zürich, dem ersten Diamond-League-Höhepunkt, gewann er das 100-Meter-Rennen vor Ashmeade und Gatlin in 9,90 s, ehe er am 6. September in Brüssel bei seinem letzten Rennen der Saison mit 9,80 s Erster wurde.
Im September äußerte er erstmals konkret den Plan, seine Karriere nach den Olympischen Spielen 2016 in Rio de Janeiro zu beenden.

### 2014
Nach einer langwierigen Fußverletzung begann die Saison für Bolt erst im August bei den Commonwealth Games. Dort trat er als Teil der 4-mal-100-Meter-Staffel Jamaikas an, mit der er in Weltjahresbestleistung von 37,58 s Gold holte. Um weitere Verletzungen zu vermeiden, beendete er nach nur zwei 100-Meter-Rennen an der Copacabana und in Warschau die Saison. Lediglich in Warschau blieb er mit 9,98 s unter der 10-Sekunden-Marke.

### 2015

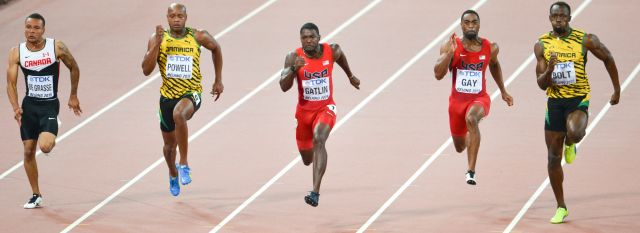
Bolt (rechts) im 100-Meter-Finale der Weltmeisterschaften 2015

Wie mittlerweile gewohnt, startete Bolt mit einem 400-Meter-Lauf, den er in 46,37 s absolvierte, im März in die Saison. Am 19. April folgte ein auf einer aufgebauten Bahn ausgetragenes Showrennen in Rio de Janeiro, das er in 10,12 s gewann. Im Mai war er Teil der jamaikanischen 4-mal-100-Meter-Staffel, die bei den IAAF World Relays 2015 ihren Titel aus dem Vorjahr an die USA verlor. Seine ersten größeren Einzelrennen, beide über 200 Meter, gewann er zwar, allerdings konnte er in keinem von beiden überzeugen. In der Konsequenz sagte er seine Teilnahme an den Landesmeisterschaften ab. Später ließ er verlautbaren, dass er auch wegen Schmerzen aufgrund eines blockierten Iliosakralgelenks im linken Bein nicht sein volles Potential abrufen könne und sagte auch Meetings in Paris und Lausanne ab.
Seinen einzigen Wettkampf nach der Pause und vor den Weltmeisterschaften in Peking, für die er als Titelverteidiger automatisch qualifiziert war, bestritt er beim Londoner Diamond League Meeting. Dort gewann er im Halbfinale und Finale in jeweils 9,87 s und meldete sich somit als Anwärter auf den Titel und Konkurrent für Justin Gatlin, der die Saison bislang dominiert hatte, zurück.
Bei den Weltmeisterschaften schaffte er es nach einem souveränen Vorlauf und einem knappen Sieg im Halbfinale ins 100-Meter-Finale. Mit 9,79 s setzte er sich hauchdünn gegen Gatlin durch, der auf den letzten Metern sichtlich verkrampfte und nach 9,80 s ins Ziel kam, und gewann zum dritten Mal nach 2009 und 2013 die Goldmedaille über 100 Meter. Über die 200-Meter-Distanz bot sich dasselbe Duell, das Bolt aber deutlich für sich entschied. Mit einer Weltjahresbestleistung von 19,55 s schlug er Gatlin um fast zwei Zehntelsekunden. Das Triple gelang ihm zum Abschluss der Weltmeisterschaften mit der 4-mal-100-Meter-Staffel. Als Schlussläufer nach Nesta Carter, Asafa Powell und Nickel Ashmeade holte er seine elfte Goldmedaille und den vierten Weltmeisterschaftssieg in Folge für die jamaikanische Staffel.

### 2016
Bei den Olympischen Spielen 2016 in Rio de Janeiro gewann er die 100 Meter in 9,81 s, wodurch er zum ersten Athleten wurde, der zum dritten Mal die 100 Meter bei Olympischen Spielen gewinnen konnte. Gleiches gilt für die 200-Meter-Strecke, die er in 19,78 s gewann. Außerdem konnte er mit der jamaikanischen Staffel auch die 4-mal-100-Meter-Staffel (37,27 s) zum dritten Mal gewinnen. Der Sieg 2008 wurde allerdings später aberkannt - s. u.

### 2017

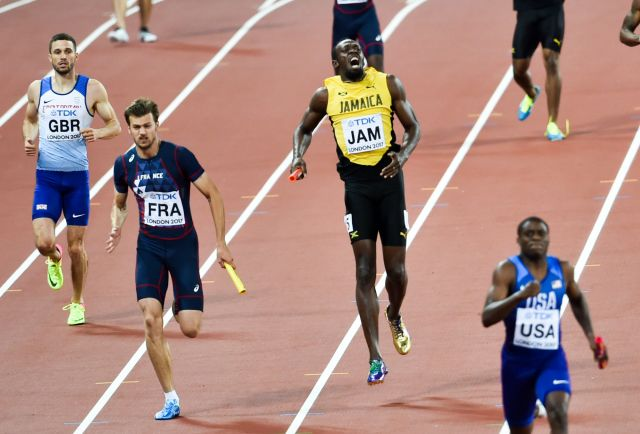
Krampf und Sturz im Finale der 4-mal-100-Meter-Staffel

Am 25. Januar 2017 ordnete das IOC die Disqualifikation der 4-mal-100-Meter-Staffel aus Jamaika bei den Olympischen Spielen 2008 in Peking an. Wegen Dopings des Staffelkollegen Nesta Carter musste Bolt daraufhin seine Goldmedaille abgeben.
Wie zu Beginn der Saison angekündigt, bestritt Bolt in seinem Abschlussjahr nur vier Wettkämpfe und verzichtete wegen zunehmender Rückenprobleme gänzlich auf die 200-Meter-Distanz. Den Auftakt für seine als Abschiedstournee inszenierten Rennen gab er am 10. Juni vor heimischer Kulisse beim Racers Grand Prix, wo er in 10,03 s gewann. Am 28. Juni siegte er mit einer Zeit von 10,06 s zum neunten Mal beim Golden Spike in Ostrava. Ein letztes Rennen in der Diamond League absolvierte er am 21. Juli in Monaco, bei dem er sich mit seiner ersten Zeit unter 10 Sekunden, 9,95 s, zufrieden mit der Vorbereitung auf seine letzten Weltmeisterschaften zeigte. So reiste er mit 27 100-Meter-Siegen in Serie zu den Weltmeisterschaften an, allerdings war er 2017 mit Akani Simbine bisher nur einem der Mitfavoriten begegnet; auf Blake, Gatlin und Coleman traf er erstmals in London. Dort gewann er in 9,95 s hinter Justin Gatlin und Christian Coleman die Bronzemedaille im 100-Meter-Lauf. Sein letztes Rennen, das Finale der 4-mal-100-Meter-Staffel, musste Bolt aufgrund eines Muskelkrampfes 50 Meter vor dem Ziel abbrechen.

### Karriereende Sprint
Nach den Leichtathletik-Weltmeisterschaften 2017 in London im August beendete Bolt seine sportliche Karriere.

## Auszeichnungen
2008, 2009, 2011, 2012, 2013 und 2016 wurde Usain Bolt von der IAAF zum Welt-Leichtathlet des Jahres gekürt. 2009, 2010, 2013 und 2017 erhielt Bolt jeweils den Laureus World Sports Award als Weltsportler des Jahres.
Ebenfalls in den Jahren 2008, 2009, 2012, 2015 und 2016 wurde er von der französischen Sportzeitung L’Équipe zum internationalen „Champion des champions“ gewählt. Die italienische La Gazzetta dello Sport wählte ihn 2008, 2009, 2012, 2013, 2015 und 2016 zum „Weltsportler des Jahres“ sowie 2008 als Teil der siegreichen 4-mal-100-Meter-Staffel um Nesta Carter, Michael Frater und Asafa Powell zur „Weltmannschaft des Jahres“. Außerdem wurde er 2008, 2009 und 2012 zur BBC Overseas Sports Personality of the Year gewählt.
2009 wurde er mit dem Order of Jamaica ausgezeichnet, dem vierthöchsten Orden Jamaikas. 2011 wurde Bolt von der Universität der Westindischen Inseln mit dem Ehrendoktor ausgezeichnet. Ferner wurde er 2008, 2009, 2011, 2012, 2013, 2015 und 2016 zu Jamaikas Sportler des Jahres gewählt.
Auf Barbados ist der 2015 eröffnete Usain Bolt Sports Complex nach ihm benannt. Unter den Läufer-Statuen am Nationalstadion in Kingston (Jamaika) befindet sich eine Statue von Usain Boldt, geschaffen von Basil Watson, die im Dezember 2017 enthüllt wurde.

## Laufstil und Leistung
Bolts Größe von 1,95 m wirkt sich auf seinen Laufstil in vielerlei Hinsicht aus. Einerseits führt sie zu einer langsamen Startphase, da er mehr Masse bewegen muss. Zusätzlich fällt er manchmal durch fast schon nachlässig wirkende Reaktionszeiten wie 2012 in Ostrau mit 0,180 s auf. So liegt zu Beginn seiner Rennen oft ein anderer Sprinter vorne, während er erst später die Führung übernimmt. Andererseits kommt er mit seinen langen Beinen, die 110 Zentimeter von der Sohle bis zur Hüfte messen, auf Schritte von bis zu 2,95 Metern Länge. Bolts durchschnittliche Schrittlänge liegt bei 2,43 Metern; so schafft er es, schneller zu sein als Sprinter wie Tyson Gay oder Yohan Blake, deren Vorteil eine höhere Schrittfrequenz ist. Bei seinen Siegen in Peking, Berlin und London benötigte er jeweils 41 Schritte, um ins Ziel zu kommen. Sein Konkurrent Blake bei den Olympischen Spielen 2012 brauchte zwar 46 Schritte mit einer Durchschnittslänge von nur 2,17 Metern, allerdings bei einer Frequenz von 4,72 Schritten pro Sekunde, Bolt reichten aufgrund seiner längeren Schritte nur 4,28 Schritte pro Sekunde zum Sieg.
Die physikalische Betrachtung von Bolts Weltrekordlauf 2009 erfolgte 2013 im European Journal of Physics, Band 34, S. 1227. Danach benötigte Bolts Körper eine durchschnittliche Kraft von 815,8 Newton, die Maximalkraft wurde kurz nach dem Start mit 1000 Newton erreicht. Die Spitzenleistung wurde mit 2620 Watt 0,89 s nach dem Start erreicht. 81,6 Kilojoule Energie verbrauchte Bolt bei diesem Lauf.
Seit 2004 wird er von Glen Mills trainiert, der selbst seine Trainingsgrundlagen vom amerikanischen Sprintertrainer Bud Winter gelernt hatte. Winter hatte u. a. 200-Meter-Weltrekordler und Olympiasieger Tommie Smith trainiert, der mit 1,91 m ebenfalls überdurchschnittlich groß war und dem er eine entsprechend große Schrittlänge antrainiert hatte.

## Selbstinszenierung und Attraktion

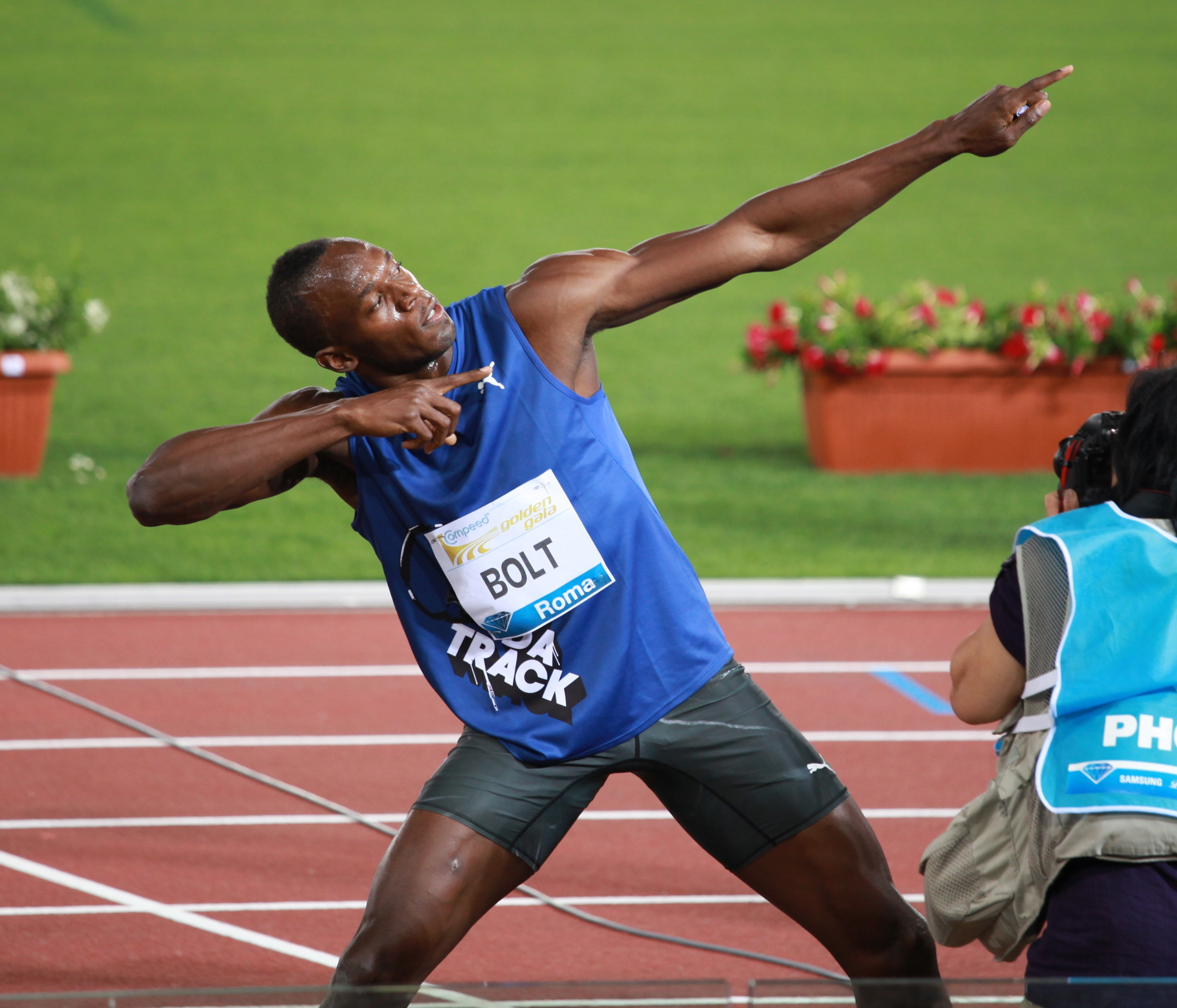
Usain Bolt bei seiner „Marken-Pose“ in Rom 2011

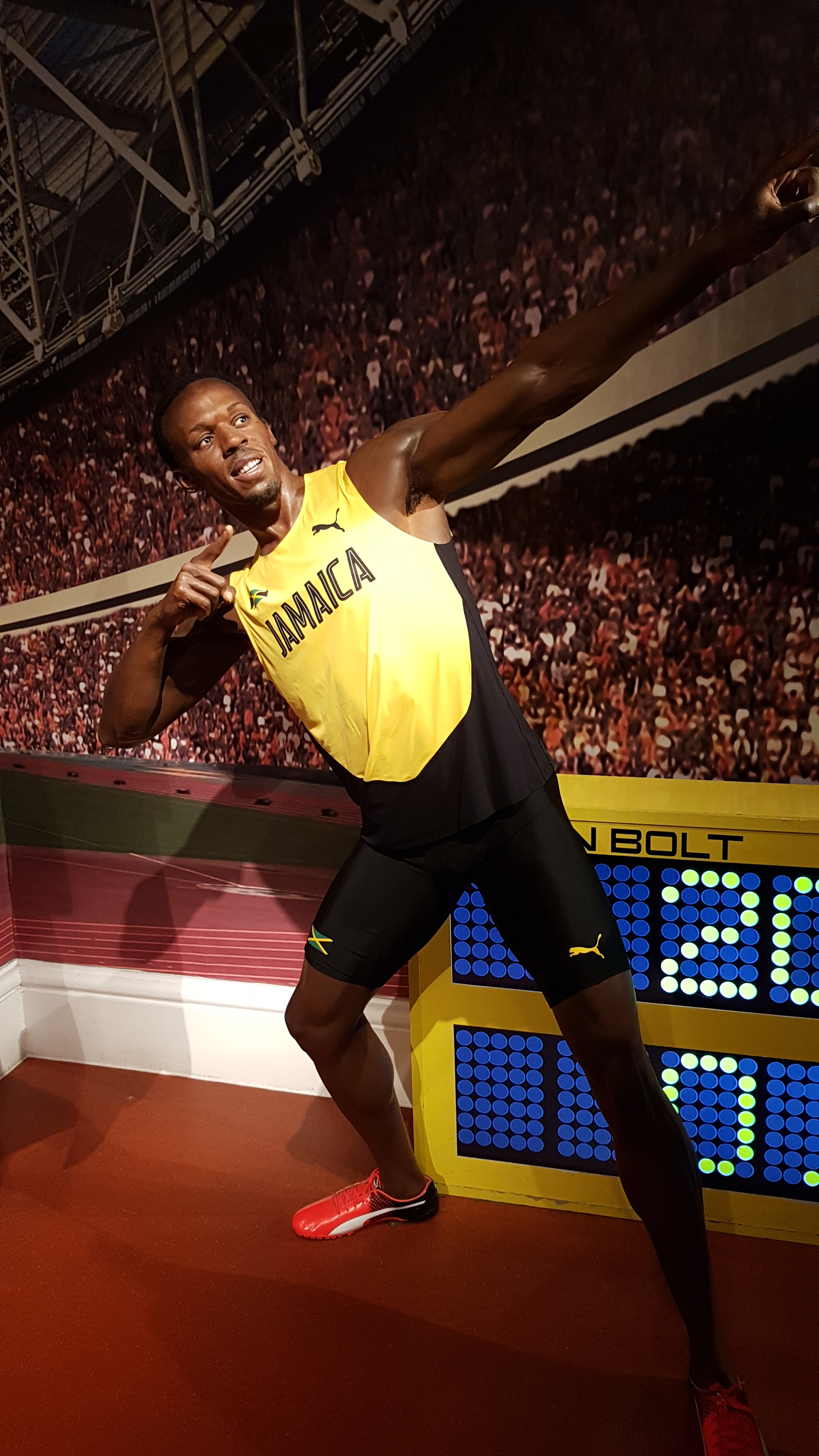
Darstellung seiner Pose bei Madame Tussauds

Usain Bolt ist des Weiteren für seine Inszenierung vor dem Start und nach seinen Siegen bekannt. Als berühmteste Pose gilt die je nach Interpretation als „Bogenschütze“ oder „Sterndeuter“ ausgelegte Bewegung. Weitere Showeinlagen waren zum Beispiel die Liegestützen nach seinem 200-Meter-Sieg in London oder diverse Tänze und pantomimische Darstellungen. Nachdem er seine Füße in die Startblöcke gestellt hat, bekreuzigt er sich außerdem stets und auch ein Fingerzeig zum Himmel gehört zum festen Ritual. Bei den Olympischen Spielen 2008 sorgte er für Aufregung, als er im 100-Meter-Finale schon nach 80 Metern das Tempo verlangsamte, sich umdrehte um sich dann mit der Hand auf die Brust zu klopfen. Zudem hatten sich seine Schnürsenkel geöffnet und sein Schuh war somit über weite Teile der Strecke offen.
Aufgrund seiner Jubelpose während des Rennens mahnte ihn der Präsident des IOC, Jacques Rogge, zu mehr Respekt für seine Gegner.

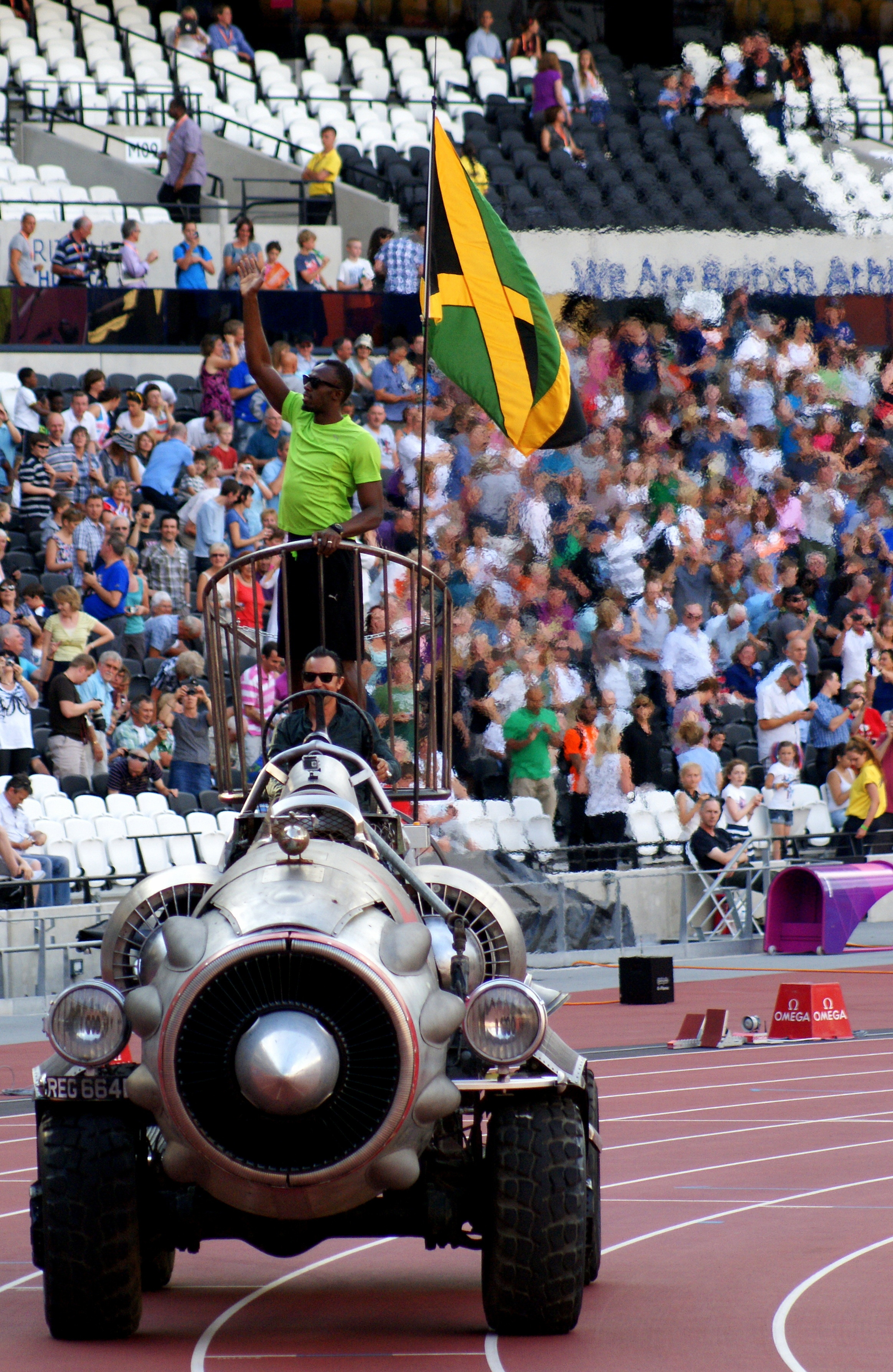
Bolts Stadioneinlauf auf einer Rakete bei den Sainsbury's Anniversary Games in London 2013

Nach seinen ersten Erfolgen 2002 erhielt Bolt von der Presse den Spitznamen „Lightning Bolt“ (deutsch: Blitzschlag).

I’m now a legend. I’m also the greatest athlete to live.

„Ich bin jetzt eine Legende. Ich bin außerdem der großartigste lebende Athlet.“

Der damalige Präsident des IOC, Jacques Rogge, reagierte auf Bolts Äußerung und sagte, dass Bolt noch keine Legende sei und diesen Titel bis zu seinem Karriereende auch nicht verdiene, lenkte aber später ein und nannte ihn den besten Sprinter aller Zeiten.
Bolt galt außerdem als die größte Attraktion der Leichtathletik. So war er zum Beispiel als Titelgesicht für zahlreiche Wettkämpfe oder auch als Werbepartner (Visa, Puma) beliebt. Seine Rolle als Publikumsmagnet bestätigten auch die Veranstalter von diversen Meetings. So meinte der Veranstalter des Athletissima in Lausanne, dass Bolt bei großen Wettkämpfen wie in Rom oder Paris um die 10.000 zusätzliche Zuschauer anlocke. Deswegen waren viele Organisatoren von Einladungsturnieren auch bereit, einen Großteil des Athleten-Budgets für Bolt auszugeben, wie beim Athletissima 2012, wo er rund 300.000 Schweizer Franken (umgerechnet circa 250.000 Euro) als Startgeld erhielt, bei einem Gesamtbudget von einer Million. Andererseits war es 2013 für den Meetingdirektor des Athletissima, Jacky Delapierre, mit 200.000 Schweizer Franken billiger, die vier Topsprinter Blake, Gay, Gatlin und Powell einzuladen anstelle von Bolt. Daneben räumten ihm viele Organisatoren Sonderrechte ein, wie eigene Pressekonferenzen oder besondere Stadioneinläufe.
2012 listete das Magazin Forbes ihn auf Rang 63 der bestverdienenden Sportler und damit auf Platz 1 der Leichtathleten. Auffällig dabei war, dass lediglich 300.000 US-Dollar von insgesamt 20,3 Millionen US-Dollar aus Preisgeldern stammten und der Rest von Startgeldern, Sponsoren und aus Werbeverträgen. Bolts Ausrüster Puma zahlte jährlich 9 Millionen US-Dollar für den Werbevertrag mit ihm. Auch 2013 wurde er wieder als der bestverdienende Leichtathlet geführt. Mit 24,2 Millionen US-Dollar stand er diesmal sogar auf Platz 40 unter allen Sportlern. 2015 lag er mit 21 Mio. US$ auf Platz 73.

## Statistiken
Windlegale 100-Meter-Zeiten unter 10 Sekunden
(maximal legaler Wind = 2 m/s)
| Zeit (s) | Wind (m/s) | Datum         | Ort            |
| -------- | ---------- | ------------- | -------------- |
| 9,58     | 0,9        | 16. Aug. 2009 | Berlin         |
| 9,63     | 1,5        | 5. Aug. 2012  | London         |
| 9,69     | 0,0        | 16. Aug. 2008 | Peking         |
| 9,72     | 1,7        | 31. Mai 2008  | New York City  |
| 9,76     | 1,8        | 3. Mai 2008   | Kingston       |
| 9,76     | 1,3        | 16. Sep. 2011 | Brüssel        |
| 9,76     | −0,1       | 31. Mai 2012  | Rom            |
| 9,77     | −1,3       | 5. Sep. 2008  | Brüssel        |
| 9,77     | −0,3       | 11. Aug. 2013 | Moskau         |
| 9,79     | −0,5       | 23. Aug. 2015 | Peking         |
| 9,79     | −0,2       | 17. Juli 2009 | Paris          |
| 9,79     | 0,6        | 7. Juni 2012  | Oslo           |
| 9,80     | 0,6        | 6. Sep. 2013  | Brüssel        |
| 9,81     | 0,0        | 28. Aug. 2009 | Zürich         |
| 9,81     | 0,2        | 14. Aug. 2016 | Rio de Janeiro |
| 9,82     | 0,5        | 8. Juli 2010  | Lausanne       |
| 9,82     | 1,8        | 5. Mai 2012   | Kingston       |
| 9,83     | −0,5       | 29. Aug. 2008 | Zürich         |
| 9,84     | −0,3       | 16. Juli 2010 | Paris          |
| 9,85     | −0,1       | 28. Juni 2008 | Kingston       |
| 9,85     | 0,1        | 13. Sep. 2011 | Zagreb         |
| 9,85     | −0,1       | 16. Aug. 2008 | Peking         |
| 9,85     | 0,2        | 26. Juli 2013 | London         |
| 9,86     | −0,2       | 28. Juni 2009 | Kingston       |
| 9,86     | 0,1        | 19. Mai 2010  | Daegu          |
| 9,86     | 0,2        | 14. Aug. 2016 | Rio de Janeiro |
| 9,86     | 0,3        | 7. Sep. 2012  | Brüssel        |
| 9,86     | 1,1        | 29. Juni 2012 | Kingston       |
| 9,87     | −1,2       | 24. Juli 2015 | London         |
| 9,87     | −0,8       | 24. Juli 2015 | London         |
| 9,87     | 1,0        | 5. Aug. 2012  | London         |
| 9,88     | 1,0        | 22. Juli 2011 | Monaco         |
| 9,88     | 1,0        | 11. Juni 2016 | Kingston       |
| 9,89     | 0,4        | 22. Juli 2008 | Stockholm      |
| 9,89     | 0,2        | 16. Aug. 2009 | Berlin         |
| 9,90     | −0,3       | 29. Aug. 2013 | Zürich         |
| 9,91     | −1,7       | 24. Juli 2009 | London         |
| 9,91     | 0,6        | 26. Mai 2011  | Rom            |
| 9,91     | −0,2       | 31. Mai 2011  | Ostrava        |
| 9,92     | 0,1        | 11. Aug. 2013 | Moskau         |
| 9,92     | 0,6        | 17. Mai 2008  | Athen          |
| 9,92     | 0,1        | 15. Aug. 2008 | Peking         |
| 9,94     | −1,2       | 21. Juni 2013 | Kingston       |
| 9,95     | −0,8       | 5. Aug. 2017  | London         |
| 9,95     | 0,7        | 21. Juli 2017 | Monaco         |
| 9,95     | 0,8        | 6. Juni 2013  | Rom            |
| 9,96     | -0,4       | 23. Aug. 2015 | Peking         |
| 9,96     | -0,2       | 22. Aug. 2015 | Peking         |
| 9,97     | 0,0        | 6. Aug. 2010  | Stockholm      |
| 9,98     | -0,6       | 23. Aug. 2014 | Warschau       |
| 9,98     | -0,4       | 20. Mai 2016  | Ostrava        |
| 9,98     | 0,4        | 5. Aug. 2017  | London         |

Windlegale 200-Meter-Zeiten unter 20 Sekunden
(maximal legaler Wind = 2 m/s)
| Zeit (s) | Wind (m/s) | Datum         | Ort            |
| -------- | ---------- | ------------- | -------------- |
| 19,19    | −0,3       | 20. Aug. 2009 | Berlin         |
| 19,30    | −0,9       | 20. Aug. 2008 | Peking         |
| 19,32    | 0,4        | 9. Aug. 2012  | London         |
| 19,40    | 0,8        | 3. Sep. 2011  | Daegu          |
| 19,55    | −0,1       | 27. Aug. 2015 | Peking         |
| 19,56    | −0,8       | 1. Mai 2010   | Kingston       |
| 19,57    | 0,0        | 4. Sep. 2009  | Brüssel        |
| 19,58    | 1,4        | 23. Aug. 2012 | Lausanne       |
| 19,59    | −0,9       | 7. Juli 2009  | Lausanne       |
| 19,63    | −0,9       | 2. Sep. 2008  | Lausanne       |
| 19,66    | 0,0        | 17. Aug. 2013 | Moskau         |
| 19,66    | 0,0        | 30. Aug. 2012 | Zürich         |
| 19,67    | −0,5       | 13. Juli 2008 | Athen          |
| 19,68    | −0,3       | 13. Sep. 2009 | Thessaloniki   |
| 19,73    | 0,2        | 6. Juli 2013  | Paris          |
| 19,75    | 0,2        | 24. Juni 2007 | Kingston       |
| 19,76    | −0,4       | 26. Juli 2008 | London         |
| 19,76    | −0,8       | 23. Mai 2010  | Shanghai       |
| 19,78    | −0,5       | 18. Aug. 2016 | Rio de Janeiro |
| 19,78    | −0,3       | 17. Aug. 2016 | Rio de Janeiro |
| 19,79    | 1,7        | 13. Juni 2013 | Oslo           |
| 19,83    | −0,5       | 1. Juli 2012  | Kingston       |
| 19,83    | 0,3        | 12. Juni 2008 | Ostrava        |
| 19,86    | 0,7        | 9. Juni 2011  | Oslo           |
| 19,88    | 0,4        | 11. Juli 2006 | Lausanne       |
| 19,89    | −0,3       | 22. Juli 2016 | London         |
| 19,89    | 1,3        | 2. Juni 2007  | New York City  |
| 19,91    | −0,8       | 30. Aug. 2007 | Ōsaka          |
| 19,93    | 1,4        | 11. Apr. 2004 | Hamilton       |
| 19,95    | 0,8        | 26. Aug. 2015 | Peking         |
| 19,96    | 0,1        | 17. Sep. 2006 | Athen          |
| 19,96    | 1,0        | 27. Mai 2007  | Port of Spain  |
| 19,97    | 1,7        | 29. Juni 2008 | Kingston       |
| 19,99    | 1,8        | 22. Juli 2005 | London         |

| Disziplin       | Zeit           | Wind (m/s) | Datum         | Ort        | Bemerkung                                                                         |
| --------------- | -------------- | ---------- | ------------- | ---------- | --------------------------------------------------------------------------------- |
| 60 m            | 6,31 s + WB    | 0,9        | 16. Aug. 2009 | Berlin     | Weltbestleistung; Aufgestellt in einem 100-Meter-Lauf                             |
| 100 yds         | 9,14 s +       | −0,2       | 31. Mai 2011  | Ostrava    | Drittschnellste je gelaufene Zeit; In einem 100-Meter-Lauf gelaufen               |
| 100 m           | 9,58 s         | 0,9        | 16. Aug. 2009 | Berlin     | Gemessen 9,572 s; Reaktionszeit 0,146 s                                           |
| 100 m           | 9,63 s         | 1,5        | 5. Aug. 2012  | London     | Reaktionszeit 0,165 s                                                             |
| 150 m           | 14,35 s WB     | 1,1        | 17. Mai 2009  | Manchester | Weltbestleistung; Gelaufen auf einer geraden Laufbahn                             |
| 150 m           | 14,44 s + WB   | −0,3       | 20. Aug. 2009 | Berlin     | Weltbestleistung; Aufgestellt in einem 200-Meter-Lauf                             |
| 200 m           | 19,19 s        | −0,3       | 20. Aug. 2009 | Berlin     | Gemessen 19,190 s; Reaktionszeit 0,133 s                                          |
| 200 m           | 19,30 s        | −0,9       | 20. Aug. 2008 | Peking     | Gemessen 19,296 s; Reaktionszeit 0,182 s                                          |
| 200 m           | 19,93 s        | 1,4        | 11. Apr. 2004 | Devonshire | Junioren-Weltrekord                                                               |
| 200 m           | 20,13 s WJB    | 0,0        | 20. Juli 2003 | Bridgetown | Weltjugend-Bestleistung; Alter: 16 Jahre und 333 Tage                             |
| 300 m           | 30,97 s WB     |            | 27. Mai 2010  | Ostrava    | Zweitschnellste je gelaufene Zeit                                                 |
| 400 m           | 45,28 s        |            | 5. Mai 2007   | Kingston   |                                                                                   |
| 4 × 100 m       | 36,84 s        |            | 11. Aug. 2012 | London     | Zusammen mit Carter, Frater, Blake                                                |
| Schwedenstaffel | 1:46,59 min WB |            | 25. Juli 2006 | Stockholm  | Weltbestleistung; Zusammen mit Gonzales (400 m), Clarke (300 m), Williams (100 m) |

|  |  |  |

| Veranstaltung                    | 2017 | 2016 | 2015 | 2014 | 2013 | 2012 | 2011 | 2010 |
| -------------------------------- | ---- | ---- | ---- | ---- | ---- | ---- | ---- | ---- |
| Olympische Spiele                | NA   | 1F   | NA   | NA   | NA   | 1F   | NA   | NA   |
| Olympische Spiele                | NA   | 1F   | NA   | NA   | NA   | 1F   | NA   | NA   |
| Weltmeisterschaften              | 3F   | NA   | 1F   | NA   | 1F   | NA   | DSQ  | NA   |
| Weltmeisterschaften              | -    | NA   | 1F   | NA   | 1F   | NA   | 1F   | NA   |
| Diamond League in Doha           | -    | -    | -    | -    | -    | -    | -    | -    |
| Diamond League in Shanghai       | -    | -    | -    | -    | -    | -    | -    | 1    |
| Diamond League in Rom            | -    | -    | -    | -    | 2    | 1    | 1    | -    |
| Diamond League in Eugene         | -    | -    | -    | -    | -    | -    | -    | -    |
| Diamond League in Oslo           | -    | -    | -    | -    | 1    | 1    | 1    | -    |
| Diamond League in New York/Rabat | -    | -    | 1    | -    | -    | -    | -    | -    |
| Diamond League in Saint-Denis    | -    | -    | -    | -    | 1    | -    | 1    | 1    |
| Diamond League in London         | -    | 1    | 1F   | -    | 1    | -    | -    | -    |
| Diamond League in Monaco         | 1    | -    | -    | -    | -    | -    | 1    |      |
| Diamond League in Stockholm      | -    | -    | -    | -    | -    | -    | 1    | 2F   |
| Diamond League in Lausanne       | -    | -    | -    | -    | -    | 1    | -    | 1    |
| Diamond League in Birmingham     | -    | -    | -    | -    | -    | -    | -    | -    |
| Diamond League Finale in Zürich  | -    | -    | -    | -    | 1    | 1    | -    | -    |
| Diamond League Finale in Brüssel | -    | -    | -    | -    | 1    | 1    | 1    | -    |
| Jamaikanische Meisterschaften    | -    | -    | -    | -    | 1F   | 2F   | -    | -    |
| Jamaikanische Meisterschaften    | -    | -    | -    | -    | -    | 2F   | -    | -    |

| Veranstaltung                 | 2009 | 2008 | 2007 | 2006 | 2005 |
| ----------------------------- | ---- | ---- | ---- | ---- | ---- |
| Olympische Spiele             | NA   | 1F   | NA   | NA   | NA   |
| Olympische Spiele             | NA   | 1F   | NA   | NA   | NA   |
| Weltmeisterschaften           | 1F   | NA   | -    | NA   | -    |
| Weltmeisterschaften           | 1F   | NA   | 2F   | NA   | 8F   |
| IAAF Weltfinale               | 1    | -    | -    | 3    | -    |
| Golden League in Oslo         | -    | -    | -    | -    | -    |
| Golden League in Rom          | -    | -    | -    | -    | -    |
| Golden League in Paris        | 1    | -    | -    | -    | -    |
| Golden League in Zürich       | 1    | 1    | 2    | 2    | -    |
| Golden League in Brüssel      | 1    | 1    | 3    | -    | -    |
| Golden League in Berlin       | -    | -    | -    | -    | -    |
| Super Grand Prix in Doha      | -    | -    | -    | -    | -    |
| Super Grand Prix in Monaco    | -    | -    | -    | -    | -    |
| Super Grand Prix in Lausanne  | 1    | 1    | 2    | 3    | -    |
| Super Grand Prix in Stockholm | -    | 2    | -    | -    | -    |
| Super Grand Prix in London    | 1F   | 1    | 1    | 4    | 2    |
| Jamaikanische Meisterschaften | 1F   | 1F   | -    | -    | -    |
| Jamaikanische Meisterschaften | 1F   | 1F   | 1F   | -    | 1F   |

| Abkürzungen: |   |        |  |     |   |                  |  |    |   |                   |
|              |   |        |  |     |   |                  |  |    |   |                   |
| F            | = | Finale |  | DSQ | = | Disqualifikation |  | NA | = | nicht ausgetragen |

| 100 Meter |
| 200 Meter |
| --------- |

## Aktivitäten im Fußball
Bolt hat bereits seit seiner Kindheit den Traum von einer Laufbahn als Profifußballer. Am 23. März 2018 absolvierte er in einer Länderspielpause ein PR-Training bei Borussia Dortmund. Ende Mai 2018 trainierte Bolt für eine Woche mit dem norwegischen Erstligisten Strømsgodset IF und kam in einem Testspiel gegen eine norwegische U19-Auswahl zu einem 20-minütigen Einsatz, das Gastspiel diente für Bolt auch als Vorbereitung auf das Wohltätigkeitsfußballspiel Soccer Aid.
Am 17. Juli 2018 gaben die in der australischen A-League spielenden Central Coast Mariners bekannt, dass man sich in Verhandlungen mit Bolt befinde. Bolt werde ein sechswöchiges Probetraining absolvieren, ein Vertrag sei nicht garantiert. Am 7. August 2018 gaben die Central Coast Mariners bekannt, dass Bolt auf „unbestimmte Zeit“ mit der Mannschaft trainieren werde. Ziel sei es, den „schnellsten Mann der Welt“ zu einem professionellen Fußballspieler zu entwickeln. Die Vereinbarung garantiere weiterhin keinen Vertrag. Am 31. August 2018 wurde Bolt mit der Rückennummer 95, in Anlehnung an seine 100-Meter-Weltrekord-Zeit von 9,58 s, in einem Freundschaftsspiel der Mariners in der 71. Minute eingewechselt und spielte auf dem linken Flügel. Er gab an, zu versuchen, seine Fertigkeiten bis zum Saisonstart im Oktober weiter verbessern zu wollen. Am 12. Oktober 2018 erzielte Bolt bei seinem Startelf-Debüt in einem Wohltätigkeitsspiel gegen eine Auswahl von Spielern aus dem Südwesten Sydneys mit einem Doppelpack die Tore zum 3:0 und 4:0-Endstand. Zum Start der A-League-Saison 2018/19 am 19. Oktober 2018 erhielt Bolt allerdings keinen Vertrag. Am 4. November 2018 gaben die Central Coast Mariners bekannt, dass man sich mit Bolt endgültig auf keinen Vertrag einigen konnte und dass seine Trainingsteilnahme ab sofort beendet sei.

## Unternehmer
Usain Bolt ist Mitgesellschafter eines US-amerikanischen Mobilitätsunternehmens mit Sitz in Florida, Bolt Mobility, das in der Vermietung von E-Scootern tätig ist.

## Privates
Usain Bolt ist der Sohn von Jennifer und Wellesley Bolt; sein Vater starb am 31. März 2025 im Alter von 68 Jahren nach langer Krankheit. Er lebt auf Jamaika. Im Mai 2020 brachte seine Lebensgefährtin Kasi Bennett eine gemeinsame Tochter zur Welt, im Juni 2021 wurden die beiden Eltern von Zwillingsjungen.
Im Januar 2023 wurde bekannt, dass Bolt Opfer eines Finanzbetruges geworden war. Von seinem Konto bei der jamaikanischen Investmentfirma Stocks and Securities Limited (SSL) waren 12,7 Millionen Dollar verschwunden. Die Financial Services Commission von Jamaika, die die Regulierung der jamaikanischen Versicherungs-, Renten- und Wertpapierbranche überwacht, nahm Ermittlungen auf und übernahm durch einen eingesetzten Manager die Führung der Firma. Auch das Betrugsdezernat der Polizei wurde involviert. Neben Bolt gab es weitere geschädigte Personen.